# هاستا (رمح)
الهاستا (باللاتينية: Hasta) هي كلمة لاتينية قديمة تعني "رمح"، درج استخدامها لوصف نوعٍ من الرَِّماح التي استعملها جنود الفيالق الرومانية. على وجه الخصوص، كان أكثر من حملَ رماح الهاستا بالجيش - حتى أنَّهم حازوا اسمهم منها - هم رجال الهاستاتي (قوات الصفوف الأولى في الفيلق، التي تتولَّى بدأ المعركة واختراق صفوف الأعداء). رغم ذلك وفي الفترة المتأخرة من عهد الجمهورية الرومانية، استبدلت رماح الهاستا التي كان يحملها هؤلاء الجنود بحراب البيلا القصيرة وسيوف الغلاديوس، ولم تعد أي فئة من المقاتلين في الجيش تستعمل الهاستا سوى الترياري. على عكس حربة البيلا، لم يكن يتم رمي رمح الهاستا اتجاه الأعداء إنَّما كان يُستَعمل للقتال القريب فحسب.
صنعت رؤوس رماح الهاستا من الحديد وسيقانها من خشب الدردار، وكان يصل طولها إلى حوالي المترين.
كان من الدارج استعمال رماح الهاستا كسلاح رمزي، ففي حفلات الزفاف كانت تستعمل لتقطيع شعر العروس إلى خصلٍ قبل زواجها، كما كانت تستعمل في القتالات الاستعراضية.